# Varouj Gurunlian
Varouj Gurunlian (1º marzo 1955) è un ex cestista canadese.

## Carriera
Con il Canada ha disputato i Campionati americani del 1980.